# Ben Rivera
Bienvenido Santana Rivera (ur. 11 stycznia 1968 w San Pedro de Macorís na Dominikanie) – emerytowany zawodnik Major League Baseball. Występował na pozycji miotacza w latach 1992–1994. Grał między innymi w zespołach: Philadelphia Phillies i Atlanta Braves.